# Amenye
Pour les articles homonymes, voir Amenia (homonymie).
Amenye est une dame de la noblesse égyptienne, première épouse du général Horemheb, le dernier souverain de la XVIIIe dynastie.
Nous savons très peu de choses à son sujet. Elle est morte avant l'accession au pouvoir de son époux, possiblement durant le court règne d'Aÿ.

## Sépulture
Amenye est enterrée dans la première tombe qu'Horemheb s'était fait aménager à Memphis. Elle est dans le puits IV aux côtés de la seconde épouse du souverain, Moutnedjemet, peut-être sœur de Néfertiti.
Amenye apparait dans la tombe à la fois par des inscriptions et des statues. Elle est probablement représentée dans une scène de la grande cour de la tombe et dans une scène de l'entrée de la chapelle principale. Elle est également représentée dans des statues avec Horemheb, trouvées dans deux des chapelles de la tombe. Les colonnes de la seconde cour portent son nom, et montrent qu'elle était une chanteuse d'Amon.

## Double statue du British Museum
En 2009, il a été découvert qu'une double statue jusqu'alors non identifiée du British Museum (EA 36) était en fait une statue d'Horemheb et de son épouse Amenye. La statue a été acquise par le British Museum en 1837 à partir de la collection Anastasi. La double statue est quelque peu différente des autres statues dans la mesure où l'épouse tient la main de son mari avec les deux siennes. Les trois mains jointes s'étaient brisées. En 1976, les trois mains jointes ont été retrouvées lors des fouilles de la tombe d'Horemheb. En 2009, un moulage en plâtre a été fait des mains jointes et le moulage a été utilisé pour montrer qu'il correspondait parfaitement à la double statue du British Museum, démontrant ainsi que la statue était associée à la tombe d'Horemheb à Memphis.